# Szilágyi Miklós (bernolchi)
Bernolchi Szilágyi Miklós (1345 körül – 1409. január 11. után) Loránd fia, horogszegi Szilágyi László szreberniki várnagy és bácsi főispán apja, horogszegi Szilágyi Erzsébetnek, Mátyás király anyjának nagyapja.

## Életrajzi adatok
Bernolchi Miklósnak, Szilágyi családfőként, első megbízható említésé 1405. május 1-jei keltezésű, amikor fia, Szilágyi László korábban szerzett új adományában, már mint Bács vármegye ispánja, a bácsi káptalan előtt osztályos atyafiaivá fogadja testvéreit, Loránd fia Miklós fiait: Gergelyt (vagy Györgyöt), Mihályt, Albertet, Domokost, Sebestyént és unokatestvérét: László fia Gergelyt, Chobor (dictus) Jánosnak a bodrogmegyei Choburzenthmihali, Janussy és Halmos birtokokban levő részeibe, amelyeket ő a királytól szolgálataiért jutalmul kapott. Ebből az oklevélből ismerhetjük meg Lorándot is, aki Miklós apjaként lett ismert számunkra, valamint Loránd másik ismerhető fiát, a szentkirályi előnévvel élő másik Szilágyi Lászlót, akinek egy fia kerül itt megemlítésre, másik Gergely/Györgyöt.
1406. január 3-án, Zsigmond király utasítja a bácsi káptalant, hogy iktassa be a Bernoltiakat és Szentkirályi Gergelyt a Bodrog megyei Szentmihály, Jánosi és Halmos birtokokba. Ebben az oklevélben Miklós fia Gergely/György, mint nemes kerül megemlítésre, igy: „Nobis Gregorius filius Nicolai de Bernolch”, utalva mindezzel arra, hogy a család már az ország nemességéhez tartozik ekkor, valamint a többi fiú is felsorolásra kerül, igy: "Michaelis, Alberti, Dominici et Sebastiani, filiorum dicti Nicolai de eadem Bernolch”, mint Bernoltiak és a szentkirályi ágból "Gregorii filii Ladislai de Zenthkyrall in personis…”
1407. december 9-én a Keresztúri Garázda Miklósnak és Szilágyi Lászlónak, a dobokamegyei Balázsfalvát és a fehérmegyei Szentimrét tárgyaló oklevél is megemlíti Miklóst mint az adományban részesültet, ugyan nevét nem adja itt meg, de utal rá, igy: "nec non patri, ac vtriusque Gregorio, Michael, et Dominico, fratribus praefati Ladislai”
Utolsó említése talán az az 1409. január 11-én kelt oklevél, amelyben Horogszeg birtokának új adományában részesül a család, cserébe adva ezért a heves megyei birtokaik közül, Zwch, Fayzath (ma Gyöngyöstarján része), Rede és Echiedet, valamint a Nógrádi Cethe nevű birtokokat. Jelenlévőnek említi az oklevél: "prefato Nicolao, patri dicti Ladislai de Zylagh”

## Származása
Bár ebben a korban a nemzetségekhez irányt mutató "de genere” előtag már eltűnőben van, Bernolchi Miklós nemessége az 1406. január 3-i oklevél ismeretében aligha vonható kétségbe. Az ekkori békétlen időkben, a Zsigmond elleni viszályok és a mellette pártot ütött nemességének birtokviszonyaiban, Zsigmond felülkerekedése végett az ország egész területén hatalmas birtok átrendeződések mentek végbe, ezért ebben is a család nyomon követése nehéz feladatot ró a kutatokra. Ahogy a Heves és Nógrád vármegyei, később Horogszegért elcserélt birtokok is, a Ludányi Tamás egri püspök lázadó várainak 1403-as, sikeres megvívásának az eredménye lehet, úgy a szilágysági birtokok megszerzése is talán ezen eseménysorozatok Erdélyi hozománya. Nincs egyelőre abba az irányba mutató adatunk, mely alapján ősibb birtokokként gondolhatunk ezekre a család kezén. Annyi bizonyos, hogy a "bernolchi” preadiktum kapcsán, fő fészke a Szilágyság ebben az időben. Egy 1552. március 26-i oklevél Baxabernolth (Alsóbaksa) birtokot említ, Fermenes, Zenthkyral, Deeshaza, Werwewlge, Naghdoba, Mocholya (Közép-Szolnok vm), Bylgezd (Crasna) településekkel együtt, mely néhai Zylagy Márton nagyapja: néhai Chethe Benedek birtokai voltak, annak a Chete Pál fia Szilágyi Mártonnak, kinek horogszegi Szilágyi Mihály a nádorfehérvári ütközet után eladományozza mint vér szerinti rokonának, Alsóbaksán lévő nagyatyai birtokrészét. Bár az oklevelek nem tudnak egyelőre teljes bizonyossággal Loránd fia bernolchi Miklós származásának irányában kielégítő eredménnyel szolgálni, a bosnyák, bolgár és egyéb légből kapott, semmilyen bizonyítékkal megtámasztható származás feledhető, két irányvonal viszont azért ígéretesnek bizonyul.
Az egyik marad, a sokat emlegetett Garázda nemzetség, amely Bosnyákország, a Drina partján fekvő Goražde birtokáról hozta előnevét, innen ragad át a Szilágyiakra is bosnyák származás legendája, de úgy, ahogy a Szilágyiak sem, a Garázdáknak sem külhonban keresendő a múltjuk. Az ekkori Szent Korona országaihoz tartozó területeken, számos magyar család visz hivatalokat és részesül itteni adományokban is, ezért az etnikai felvetések nem nagyon állják meg a helyüket. A Garázda nemzetségnek, akik Aparon (Opor) is birtokosok, van egy 1408. július 26-os birtokrendező oklevele, mely tartalmazza az 1353. december 28-as birtoktesteket és kiderül, hogy a Garázda család régi Tolna és Zala vármegyei birtokairól van szó ebben, felmenőkként az Apor nemzetség VII. ágának leszármazását idézve meg ősként. Tudva azt, hogy az Apor nemzetségnek Péter/Péterke fiai: Dénes, ...Miklós és János ágán, míg Dénes fia (Og) János a Garázdák apja, Miklósnak Jakab nevű fiáról tudunk, addig testvérük Apoor-i János fiairól, másik Jakab és testvére Lorándról árulkodik egy 1390-es oklevél. Említett Lorándról szűkösek maradnak a források, de megemlítik még Lorandi de Zala névalakban is. Az Apor-Garázda nemzetség kötelékén belül ez a Loránd lehet, bernolchi Miklósnak az apja, a Szilágyi család felmenőjeként ismerhető őse, mely egyben igazolná azt az állitást is, hogy Garázda Miklós és Szilágyi László bácsi ispán, egy azon nemzetségnek a leszármazása és még érthetőbbé teszi közös életpályájukat, valamint a közösen szerzett birtokokat, valamint azonos családi címer adományukat.